# えびの市立上江小中学校
えびの市立上江小中学校（えびのしりつ うわえしょうちゅうがっこう）は、宮崎県えびの市大字上江にある公立の小中一貫校。

## 概要
歴史
小学校の創立は1874年（明治7年）、中学校の創立は1947年（昭和22年）。2013年（平成25年）に小中一貫教育を開始。施設が一体になった（中学校が小学校地に移転した）のは2017年（平成29年）である。
基本理念
「感謝・挑戦・継続」
校章（ロゴ）
小中統一の校章が制定された。入江万理子によるデザイン。羽ばたく白鳩の胸に、4つのハートを4つ並べたクローバー（「幸福」の象徴）を加えたデザインとなっている。また、羽の部分に校名をローマ字表記にした「UWAE」の文字を配している。
校歌
- 小学校 - 作詞は黒木淳吉、作曲は海老原直による。歌詞は3番まであり、各番の歌詞中に校名の「上江小」が登場する。
- 中学校 - 1960年（昭和35年）制定。作詞は斉藤恙子、作曲は西田英雄による。歌詞は3番まであり、各番の歌詞中に校名の「上江中」が登場する。

通学区域
えびの市のうち、「池島、今西、上上江（中満、後上の原、西上の原、上上の原、前馬場頭、後馬場頭の各班）、西上江、中上江、田代、出水、末永、白鳥地区」。なお、「上上江（下駅西、中満班）」は調整区域となっている。

## 沿革
小学校
- 1874年（明治7年）- 上江村二重に茅葺屋を建設の上、「上江小学校」と称する。
- 1877年（明治10年）- 末永小学校を統合。
- 1882年（明治15年）- 上江馬場に校舎を移転。
- 1887年（明治20年）- 小学校令施行により、簡易科（3年制）を設置の上、「簡易上江小学校」に改称。
- 1889年（明治22年）5月1日 - 町村制施行により、西諸県郡10村（原田・大河平・杉水流・前田・坂元・大明司・末永・上江・今西・池島）が合併の上、「飯野村」が発足。
- 1890年（明治23年）- 尋常科（3年制）を設置の上、「尋常上江小学校」に改称。
- 1892年（明治25年）4月1日 - 「上江尋常小学校」に改称。
- 1898年（明治31年）
  - 3月2日 - 字益田（現在地）に校舎が完成。3月2日を創立記念日と制定。
  - 4月 - 字白鳥に分教場を設置。
- 時期不詳（明治期）- 高等科を併置の上、「上江尋常高等小学校」に改称。
- 1908年（明治41年）4月 - 改正小学校令により、尋常科（義務教育年限）が4年制から6年制に改められる。
- 1910年（明治43年）9月 - 校舎一部を移転の上、3教室を増築。
- 1912年（大正元年）- 飯野村立上江農業補習学校が併置される。
- 1924年（大正13年）3月 - 南西端に2教室等を増築。
- 1926年（大正15年）- 青年訓練所が併置される。
- 1927年（昭和2年）4月 - 南西端に2教室を増築。
- 1924年（昭和4年）
  - 1月 - 運動場を拡張。
  - 3月 - 2教室を移転の上、講堂兼教室に改築。新校舎1棟が完成。
- 1935年（昭和10年）- 青年学校令施行により、「飯野村立上江青年学校」が併置される。
- 1940年（昭和15年）4月3日 - 飯野村が町制施行の上、「飯野町」となる。
- 1941年（昭和16年）4月1日 - 国民学校令施行により、「飯野町 上江国民学校」と改称。尋常科を初等科に改める。
- 1947年（昭和22年）4月1日 - 学制改革が行われる（六・三制の実施）
  - 国民学校初等科が、新制小学校「飯野町立上江小学校」に改組・改称。
  - 国民学校高等科が、青年学校普通科と統合の上、新制中学校「飯野町立上江中学校」に改組・改称。
- 1951年（昭和26年）
  - 9月1日 - 霧島分校を設置。
  - 12月 - 北校舎を改築。
- 1952年（昭和27年）9月 - 中校舎・南校舎を改築。
- 1956年（昭和31年）7月 - 講堂兼用の校舎4教室を改装。
- 1959年（昭和34年）3月 - 第1棟、第3棟西側に3教室を増築。創立85周年を記念し、校旗・副校旗・校章を制定。
- 1960年（昭和35年）3月 - 給食を開始。
- 1964年（昭和39年）
  - 4月 - 飯野町学校給食センターによる給食を開始。
  - 8月 - 運動場側正門を設置。
- 1966年（昭和41年）11月3日 - 3町（飯野・加久藤・真幸）が合併の上、「えびの町」が発足。これにより、「えびの町立上江小学校」に改称。
- 1970年（昭和45年）12月1日 - 市制施行により、「えびの市立上江小学校」と改称。
- 1972年（昭和47年）8月 - プールが完成。
- 1974年（昭和49年）3月 - 創立100周年記念事業として、体育館が完成。
- 1977年（昭和52年）2月 - 校舎改築により、北側校舎が完成。
- 1978年（昭和53年）3月 - 管理棟、特別教室棟が完成。
- 1983年（昭和58年）3月 - 学級増のため、木造校舎を改築。
- 1990年（平成2年）4月 - 運動場を拡張整備。
- 1993年（平成5年）10月 - 創立120周年を記念して、校旗を新調。
- 2002年（平成14年）3月31日 - 霧島分校を廃止。
- 2004年（平成16年）2月 - 新体育館が完成。
- 2006年（平成18年）9月 - 第1回上江小中学校合同運動会を実施。
- 2009年（平成21年）4月 - 上江中学校と 連携型一貫教育を開始。
- 2010年（平成22年）11月 - 第1回小中合同文化祭（白鳩祭）を開催。

中学校
- 1947年（昭和22年）
  - 4月1日 - 学制改革（六・三制の実施）により、新制中学校「飯野町立上江中学校」が創立。
  - 9月 - PTAを結成。
- 1952年（昭和27年）6月 - 校旗を制定。
- 1960年（昭和35年）4月 - 校歌を制定。
- 1963年（昭和38年）12月 - 校門を設置。
- 1966年（昭和41年）11月3日 - 3町（飯野・加久藤・真幸）が合併の上、「えびの町」が発足。これにより、「えびの町立上江中学校」に改称。
- 1970年（昭和45年）12月1日 - 市制施行により、「えびの市立上江中学校」と改称。
- 1975年（昭和50年）2月 - 鉄筋コンクリート造3階建ての新校舎が完成。
- 1991年（平成3年）6月 - 学習田を開設。
- 2005年（平成17年）7月 - 日韓交流事業の一貫として、大韓民国大邱市西南中学校が親善訪問。
- 2006年（平成18年）9月 - 第1回上江小中学校合同運動会を実施。
- 2009年（平成21年）4月 - 上江小学校と 連携型一貫教育を開始。
- 2011年（平成23年）6月 - 新燃岳噴火により、ヘルメット着用登下校を開始。
- 2017年（平成29年）3月 - 小学校校地に完成した新校舎へ移転を完了。

小中一貫校
- 2013年（平成25年）
  - 4月1日 - 上記2校を統合の上、「えびの市立上江小中学校」（現校名）が創立。この当時はまだ別校舎であった。小学校を「小学部」、中学校を「中学部」とする。
  - 4月10日 - 新校舎落成式および第1回小中合同入学式を挙行。
  - 12月 - PTA小中合同臨時総会を開催。
- 2015年（平成27年）
  - 1月 - 運動場の拡張工事と校舎北側駐車場設置工事に着手。
  - 9月 - 学校前道路の拡張工事に着手。
  - 12月 - 小中兼用プールの改修工事に着手。
- 2016年（平成28年）
  - 7月 - 小中兼用運動場の改修工事に着手。
  - 11月 - 新通学路を設置。
  - 12月 - 新管理棟へ移転を完了。
- 2017年（平成29年）
  - 3月 - 中学部が旧校地（宮崎県えびの市大字上江1735番地）から小学校校地に完成した新校舎に移転。
  - 4月1日 - 施設一体型小中一貫教育を開始。
- 2018年（平成30年）12月 - 小中合同ロードレース大会を開催。
- 2019年（平成31年）1月 - ノーチャイムを本格実施。

## 生徒会（中学校）
生徒会長、副会長、書記の3名が生徒会選挙により選抜される。そのほか、各委員会の委員長、副委員長とともに運営をしている。

## 部活動（中学校）
- 軟式野球部 - 2007年（平成19年）の夏の中体連で九州大会に出場している（当日の主将が選手宣誓を勤めた）。試合は大分・明豊中学に0-2で敗れた。
- 男子新体操部 - 全国大会常連（しかし九州で5チームしかない上に出場枠が3チームと他に比べると容易に出場できる）。
- ソフトテニス部
- 女子バレーボール部

過去には、週に一度、全校生徒で行う全員部活というものも存在した。

## 交通
最寄りの鉄道駅
- JR吉都線 「えびの上江駅」下車 南へ1km

最寄りの幹線道路
- 宮崎県道53号京町小林線

## 周辺
- えびの上江簡易郵便局
- 上江地区コミュニティセンター（旧・上江中学校校地）
- えびの市 上江地区体育館